# Horvathita-(Y)
La horvathita-(Y) és un mineral de la classe dels carbonats. Va rebre el seu nom per Joel D. Grice i George Y. Chao en honor d'Elsa (1947-) i László (1937-) Horváth, marit i dona dedicats a la recol·lecció, l'estudi i la documentació dels minerals del mont Saint-Hilaire (Quebec, Canadà).

## Característiques
La horvathita-(Y) és un carbonat de fórmula química NaY(CO₃)F₂. Va ser aprovada com a espècie vàlida per l'Associació Mineralògica Internacional l'any 1996. Cristal·litza en el sistema ortoròmbic. La seva duresa a l'escala de Mohs és 4.
Segons la classificació de Nickel-Strunz, la horvathita-(Y) pertany a «05.BD: Carbonats amb anions addicionals, sense H₂O, amb elements de terres rares (REE)» juntament amb els següents minerals: cordilita-(Ce), lukechangita-(Ce), zhonghuacerita-(Ce), kukharenkoïta-(Ce), kukharenkoïta-(La), cebaïta-(Ce), cebaïta-(Nd), arisita-(Ce), arisita-(La), bastnäsita-(Ce), bastnäsita-(La), bastnäsita-(Y), hidroxilbastnäsita-(Ce), hidroxilbastnäsita-(Nd), hidroxilbastnäsita-(La), parisita-(Ce), parisita-(Nd), röntgenita-(Ce), sinquisita-(Ce), sinquisita-(Nd), sinquisita-(Y), thorbastnäsita, bastnäsita-(Nd), qaqarssukita-(Ce) i huanghoïta-(Ce).

## Formació i jaciments
És un mineral molt rar, format en un dic de pegmatita alterada en nefelina-sienita, que forma part d'un complex igni alcalí. Sol trobar-se associada a altres minerals com: microclina, aegirina, dawsonita, rodocrosita, sodalita, natrolita, albita, serandita, siderita, taeniolita, catapleiïta, astrofil·lita i genthelvita. Va ser descoberta a la pedrera Poudrette, a Mont Saint-Hilaire, La Vallée-du-Richelieu RCM (Quebec, Canadà), l'únic indret on se n'ha trobat.